# Lilies Handayani
Lilies Handayani (Surabaya, 15 aprile 1965) è un'ex arciera indonesiana.

## Palmarès
- Giochi olimpici

Seoul 1988: argento nella gara a squadre.